# Kurt Raab
Kurt Raab (Kašperské Hory, 20 juli 1941 - Hamburg, 28 juni 1988) was een Duits acteur, scenarioschrijver, regisseur, decorateur en production designer.

## Leven en werk

### Afkomst, opleiding en eerste stappen
Raab werd tijdens de Tweede Wereldoorlog geboren in Bergreichenstein (Kašperské Hory in het huidige Tsjechië) dat in  Sudetenland lag dat toen deel uitmaakte van Nazi-Duitsland. Hij groeide op in het naburige Beieren. Tijdens zijn middelbaar onderwijs in Straubing maakte hij kennis met Peer Raben. Na het behalen van zijn Abitur in 1963 trok Raab naar München om germanistiek en geschiedenis te studeren. Ondertussen werkte hij bij het televisiekanaal ZDF, onder meer als rekwisiteur. Hij werd bovendien kassier bij het Action-Theater waar Rainer Werner Fassbinder creatief leider was. Hij speelde er tevens zijn eerste rol in Rabens enscenering van Antigone. Zo leerde Raab Fassbinder kennen.
In 1968 stond Raab mee aan de wieg van het uit het Action-Theater gegroeide Antiteater, een toneelgezelschap opgevat als tegenhanger van het officiële Staatstheater. Naast opvoeringen op de planken produceerde het Antiteater ook verscheidene Fassbinder-films. 

### Rainer Werner Fassbinder
Raab verleende zijn medewerking aan vijfentwintig films van Fassbinder waarin hij meestal ook acteerde. Hij verscheen, op drie films na, altijd in een bijrol. Daarnaast deed Fassbinder soms een beroep op hem als regieassistent, production designer, artdirector, kostuumverantwoordelijke en scenarioschrijver.
Raab maakte zijn filmdebuut als acteur in 1969 in het misdaaddrama Liebe ist kälter als der Tod. Fassbinder gaf hem vervolgens de titelrol in het drama Warum läuft Herr R. Amok? (1970). In de satirische tragikomedie Satansbraten (1976) castte hij Raab in de hoofdrol als de in geldnood verkerende anarchistische dichter die op allerlei manieren aan geld probeert te komen. Raab nam vervolgens de titelrol in Bolwieser (1976) voor zijn rekening. In dit op de gelijknamige roman van Oskar Maria Graf gebaseerd drama vertolkte hij de naïeve, plichtbewuste en onderdanige stationschef die weigert in te zien dat hij regelmatig door zijn jonge mooie en autoritaire vrouw wordt bedrogen. 

### Verkeerde Duitser-portretten en samenwerkingen met leden van de Fassbinder-clan
Ulli Lommel, ook een lid van de Fassbinder-clan, castte Raab twee keer in een memorabele rol: In het misdaaddrama Die Zärtlichkeit der Wölfe (1973) incarneerde Raab de seriemoordenaar Fritz Haarmann. In de komedie Adolf und Marlene (1977) gaf hij gestalte aan Hitler. Dat deed hij later nog twee keer over, onder meer in de historische biopic Mussolini and I (1985). Raab kroop in de huid van nog wel meer nazi's zoals een SS-Oberscharführer (in het oorlogsdrama Escape from Sobibor uit 1987) en een partijfunctionaris.
Ook Peer Raben, nog een lid van de Fassbinder-clan, gaf Raab een hoofdrol: in de komedie Heute spielen wir den Boß – Wo geht's denn hier zum Film? (1981) vertolkte Raab een acteur voor wie het hele leven een film is. Tien jaar eerder maakte Raab deel uit van de Fassbinder-sterrencast in Rabens Die Ahnfrau, een drama naar het gelijknamige stuk van Franz Grillparzer.